# Anarta ericae
Anarta ericae är en fjärilsart som beskrevs av Hüfnagel. Anarta ericae ingår i släktet Anarta och familjen nattflyn. Inga underarter finns listade i Catalogue of Life.